# Skold
Skold è l'album di debutto di Tim Sköld da solista, pubblicato a nome Skold.
La canzone Chaos è stata inserita nel videogioco Twisted Metal 4 e nel film Universal Soldier: The Return.
Alan Escher di Allmusic ritiene che i testi dell'album "cerchino di attingere ai toni incredibilmente oscuri" usati da Trent Reznor in Nine Inch Nails, ma che la musica "è quasi sempre interessante, e Skold sa fare rock". Egli ha concluso che l'album è buono, anche se non "rivoluzionario".

## Tracce
1. Chaos – 4:14
2. Remember - – 4:58
3. P.A.M.F. – 3:29
4. Neverland – 4:38
5. Void – 4:17
6. Dust to Dust – 3:54
7. Anything – 4:07
8. Hail Mary – 5:08
9. Devil Inside – 4:19
10. Shut Up – 3:15